# Infrastructure for Spatial Information in the European Community
Infrastruktura Informacji Przestrzennej we Wspólnocie Europejskiej (ang. Infrastructure for Spatial Information in the European Community, INSPIRE) – dyrektywa 2007/2/WE Parlamentu Europejskiego Unii Europejskiej z dnia 14 marca 2007, opublikowana w Dzienniku Urzędowym 25 kwietnia 2007 i obowiązująca od 15 maja 2007 roku.
Dyrektywa ustanawia jednolitą infrastrukturę informacji przestrzennej (ESDI – European Spatial Data Infrastructure) dla Unii Europejskiej i państw EFTA.
Na implementację ESDI ma składać się kilka elementów:
- dane
- metadane (informacja o danych)
- usługi (wyszukiwania, przeglądania, ściągania, transformacji i odwołania)

Dyrektywa ustala 34 grupy tematyczne danych przestrzennych, które będą musiały być opublikowane w formie przewidzianej przez model danych narzucony w przepisach implementacyjnych Dyrektywy (IR – Implementing Rules). Dane te będą musiały być opisane metadanymi i obowiązkowo być udostępnione poprzez przewidziane dyrektywą usługi, przy czym nie jest powiedziane, że udostępnienie ma być bezpłatne.
34 grupy tematyczne danych podzielono na 3 klasy według ważności – patrz załączniki 1, 2 i 3 Dyrektywy.
Załącznik 1
1. Systemy odniesienia za pomocą współrzędnych
2. Systemy siatek geograficznych
3. Nazwy geograficzne
4. Jednostki administracyjne
5. Adresy
6. Działki katastralne
7. Sieci transportowe
8. Hydrografia
9. Obszary chronione

Załącznik 2
1. Ukształtowanie terenu
2. Użytkowanie terenu
3. Sporządzanie ortoobrazów
4. Geologia

Załącznik 3
1. Jednostki statystyczne
2. Budynki
3. Gleba
4. Zagospodarowanie przestrzenne
5. Zdrowie i bezpieczeństwo ludzi
6. Usługi użyteczności publicznej i służby państwowe
7. Urządzenia do monitorowania środowiska
8. Obiekty produkcyjne i przemysłowe
9. Obiekty rolnicze oraz akwakultury
10. Rozmieszczenie ludności – demografia
11. Gospodarowanie obszarem/strefy ograniczone/regulacyjne oraz jednostki sprawozdawcze
12. Strefy zagrożenia naturalnego
13. Warunki atmosferyczne
14. Warunki meteorologiczno-geograficzne
15. Warunki oceanograficzno-geograficzne
16. Regiony morskie
17. Regiony biogeograficzne
18. Siedliska i obszary przyrodniczo jednorodne
19. Rozmieszczenie gatunków
20. Zasoby energetyczne
21. Zasoby mineralne